# 2,2′-Bipiridin
A 2,2′-bipiridin (bipy vagy bpy) szerves vegyület, képlete (C5H4N)2. E színtelen szilárd anyag fontos bipiridin. Bidentát kelátképző ligandum, mely sok átmenetifémmel komplexet alkot. A Ru- és Pt-komplexek nagy mértékben bocsátanak ki fényt, ami a gyakorlatban is fontos lehet.

## Előállítás
A 2,2′-bipiridint először kétértékű fémek piridin-2-karboxilátjaiból állították elő:
{\displaystyle {\ce {M(OOCC5H4N)2 -> (C5H4N)2 + 2 CO2 + M}}}
Piridin dehidrogénezésével is előállítható Raney-nikkellel:
{\displaystyle {\ce {2 C5H5N -> (C5H4N)2 + H2}}}
Előállítható továbbá 330 °C-on piridin vas(III)-kloriddal való reakciójával vagy 2-brómpiridin rézporral való Ullmann-reakciójával is:
{\displaystyle {\ce {2 C5H4NBr + 2 Cu -> (C5H4N)2 + 2 CuBr}}}

## Szerkezet
Bár a bipiridint gyakran cisz helyzetű nitrogénekkel rajzolják, a legalacsonyabb energiájú a transz-állapotú bipiridin. Az egyszer protonált bipiridin cisz konformációjú.

## Jellemzők
A 2,2′-bipiridin standard hőmérsékleten fehér szilárd anyag, mely 70-72 °C-on olvad, és 272 °C-on forr. A vegyület bidentát kelátligandumként működhet, és a nitrogénatomok révén koordinál. Ligandumként gyakran a bpy vagy bipy rövidítést használják. Számos átmenetifémmel stabil komplexeket alkot. Oktaéderes komplex esetén két enantiomer komplex keletkezhet:

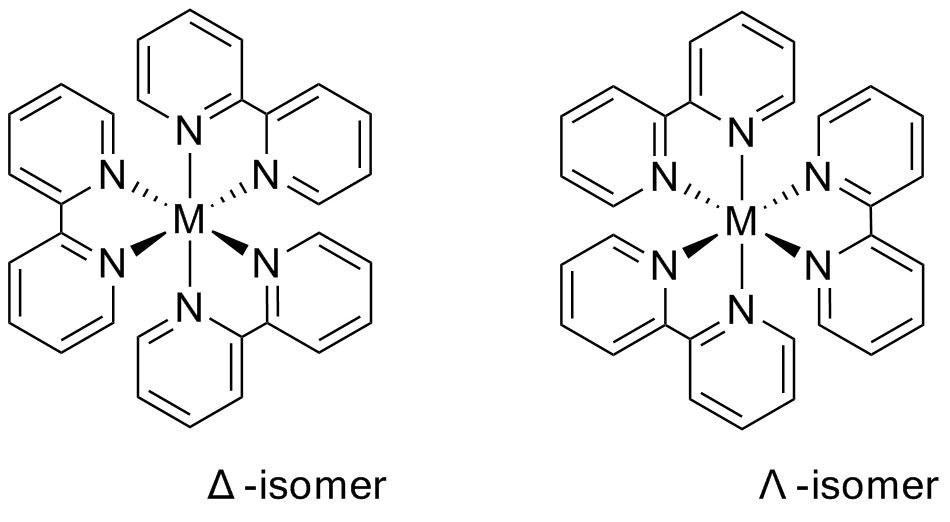
Enantiomer bipiridinkomplexek

## Használat
A 2,2′-bipiridin vas(II)-vel alkotott komplexe (Fe(bipy)2+3) oldatban sötétvörös. E komplex a vasmennyiség kolorimetriás mérésére használható. A vas(III) a mérés előtt például nátrium-hidrogén-szulfittal vagy aszkorbinsavval redukálható.

## Reakciók
Számos 2,2′-bipiridin-komplexet írtak le. A kelátban lévő fémekkel 5 tagú kelátgyűrűt alkot.

## Fordítás
- Ez a szócikk részben vagy egészben  a(z)   2,2′-Bipyridine című angol Wikipédia-szócikk ezen változatának fordításán alapul.  Az eredeti cikk szerkesztőit annak laptörténete sorolja fel. Ez a jelzés csupán a megfogalmazás eredetét és a szerzői jogokat jelzi, nem szolgál a cikkben szereplő információk forrásmegjelöléseként.
- Ez a szócikk részben vagy egészben  a(z)   2,2′-Bipyridin című német Wikipédia-szócikk ezen változatának fordításán alapul.  Az eredeti cikk szerkesztőit annak laptörténete sorolja fel. Ez a jelzés csupán a megfogalmazás eredetét és a szerzői jogokat jelzi, nem szolgál a cikkben szereplő információk forrásmegjelöléseként.